# Abrosoma flavoguttatum
Abrosoma flavoguttatum är en insektsart som beskrevs av Ludwig Redtenbacher 1906. Abrosoma flavoguttatum ingår i släktet Abrosoma och familjen Aschiphasmatidae. Inga underarter finns listade i Catalogue of Life.